# ハロルド・ガーマン
ハロルド・アルヴァ・ガーマン（Harold Alva Garman, 1918年2月26日 - 1992年8月13日）は、アメリカの軍人。陸軍の衛生兵として第二次世界大戦に従軍し、陸軍における名誉勲章受章者の1人となった。

## 経歴
1942年、ガーマンはイリノイ州アルビオンにて陸軍に入隊し、1944年8月25日には衛生科二等兵(private)として第5歩兵師団第5衛生大隊に配属された。ある日、第5師団はフランス・モントロー付近でセーヌ川の渡河を試みており、ガーマンも負傷者を治療する為にこの前線に配置されていた。その時、負傷者を積んだボートに対してドイツ軍が機関銃で銃撃を加え始め、それを見たガーマンは川に飛び込み、銃弾の掃射を受けつつもボートを陣地まで牽引したのである。この功績を讃え、戦闘のおよそ7ヶ月後にあたる1945年3月29日、ガーマンに対して名誉勲章が授与された。
ガーマンは退役までに五級特技兵(Technician Fifth Grade)に昇進した。彼はマリー・I・ジョーンズと結婚し、2人の子供を儲けた。彼は74歳で死去し、アルビオンのサマリア・バブテスト教会に葬られた。

## 名誉勲章勲記
ガーマンに授与された名誉勲章の勲記には、次のように記されている。